# Xavier Verdy
Pour les articles homonymes, voir Verdy.
Pas d'image ? Cliquez ici

a Compétitions nationales et continentales officielles uniquement.

Xavier Verdy, né le 8 février 1961 à Limoges, est un joueur de rugby à XV évoluant au poste de troisième ligne.  Il a joué avec l'AS Montferrand. Il fut plusieurs fois capitaine d'équipe ainsi que dans des sélections nationales.

## Carrière
- 1979-1981 : Stade clermontois rugby
- 1981-1992 : AS Monterrand (234 matches et 66 essais marqués)
- 1993-1995 : Clermont Université Club Aubière comme Joueur Entraineur
- 1996-2003 : AS Montferrand comme Entraineur, Manager puis Directeur sportif à la section Rugby de l'association (Catégories Cadet à Espoir)
- Plusieurs sélections dans les équipes de France :
  - A,
  - B,
  - Junior,
  - Militaire,
  - Universitaire,
  - Rugby à 7

## Palmarès
- Vainqueur du Challenge Yves du Manoir en  1986
- Grand chelem dans le tournoi universitaire des 5 Nations en 1984 (capitaine)
- 2009 : Marathon de Berlin
- 2010 : Marathon de New York

## Professionnel
- 1986-2007 : Parcours dans la vente et le conseil clients dans le groupe Michelin.
- Mars 2007, il fonde le cabinet XV Management : audit, conseil, formation, coaching individuel et collectif, team building sur le Management, l'Organisation et la Force de Vente en Entreprise.